# Hugh Longbourne Callendar
Hugh Longbourne Callendar (Hatherop, 18 aprile 1863 – Ealing, 21 gennaio 1930) è stato un fisico britannico, conosciuto per i suoi contributi in Termometria e Termodinamica; è stato candidato al Premio Nobel per la fisica nel 1913, 1918, e nel 1921.

## Biografia
Callendar nacque a Hatherop, nel Gloucestershire, figlio maggiore del reverendo Hugh Callendar, un rettore anglicano locale, e di Anne Cecilia Longbourne. Fu battezzato nella chiesa di suo padre il 24 maggio 1863. Suo padre morì nel 1867.
Sviluppò le sue competenze in lingue e matematica fin da giovane con l'assistenza di un tutor privato, costruendo numerosi dispositivi come bobine di induzione e generatori e imparando da solo il codice Morse all'età di 10 anni. All'età di 11 anni, iniziò la sua istruzione al Marlborough College, dove partecipò al football e rappresentò il college sia nel tiro che nella ginnastica.
Iniziò a studiare al Trinity College di Cambridge nel 1882, ottenendo la laurea con lode in studi classici nel 1884 e si laureò come 16° wrangler con lode in matematica nel 1885. Nel 1885 iniziò a studiare fisica sperimentale al Cavendish Laboratory sotto la guida del fisico J.J. Thomson, senza alcuna esperienza pratica o conoscenza della fisica. Qui sviluppò la sua tesi sulla termometria al platino e nel 1886 divenne membro del Trinity. Mentre era a Cambridge, inventò un nuovo sistema di stenografia per scrivere velocemente, che J.J. Thomson imparò e utilizzò.
Callendar divenne professore di fisica alla Università McGill di Montréal nel 1893 ed all'Università College di Londra nel 1898.
Sposò Victoria Mary Stewart, che incontrò a Cambridge, nel 1894 in Inghilterra ed ebbero una figlia, Cecil (1895), e tre figli, Guy Stewart Callendar (1898), Leslie Hugh (1896) e Maxwell Victor (1905).
Uno degli interessi di Callendar era l'automobilismo. Intraprese ricerche sui motori a combustione interna e acquistò una motocicletta nel 1902, che modificò e migliorò lui stesso. Nel 1904 acquistò e modificò un'auto da usare per i viaggi della famiglia in Inghilterra. Gli altri interessi e hobby di Hugh includevano astronomia, studio della natura, tiro a segno, ginnastica, calcio, tennis e artigianato, inclusa la meccanica automobilistica. Pubblicò una serie di opere su quella che chiamava "Cursive Shorthand" e scrisse sulla riforma ortografica inglese.
Morì a casa a Ealing, dopo un'operazione nel 1930.

## Carriera
Studiò e sviluppò un termometro basato sulla resistenza elettrica del platino come lo conosciamo oggi e lo utilizzò per determinare l'equivalente meccanico del calore, la temperatura di fusione precisa dello zolfo e le proprietà termiche dell'acqua liquida e del vapore. Sviluppò una nuova equazione di stato per i gas e la applicò al vapore per generare le prime tabelle dettagliate del vapore, che includevano le proprietà termiche.
Guy Stewart propose l'effetto delle emissioni di anidride carbonica sul clima, noto come "The Callendar Effect".

## Onorificenze
Callendar fu eletto membro della Royal Society nel 1894. Fu presidente della Physical Society of London dal 1910 al 1912. Fu nominato Comandante dell'Impero Britannico (C.B.E) nel 1920 per il suo lavoro durante la prima guerra mondiale. Ricevette molti riconoscimenti e premi tra cui:
- Medaglia Watt (1898);
- Medaglia Rumford (1906);
- Medaglia Hawksley Gold (1915);
- Medaglia e premio Duddell (1923);
- L'Institute of Measurement and Control assegna ogni anno la medaglia Callendar "per il contributo eccezionale all'arte degli strumenti o delle misurazioni".[9]

## Pubblicazioni
- (EN) Hugh Longbourne Callendar, VI. On the practical measurement of temperature: Experiments made at the Cavendish laboratory, Cambridge, in Philosophical Transactions of the Royal Society A, vol. 178, 1887,  pp. 161-230, DOI:10.1098/rsta.1887.0006.
- (EN) Callendar, Hugh Longbourne, A Manual of Cursive Shorthand, London, Cambridge University Press., 1889.
- (EN) Callendar, Hugh Longbourne, A System of Phonetic Spelling, Adapted to English, London, C.J. Clay, 1889.
- (EN) Hugh Longbourne Callendar, On the Construction of Platinum Thermometers, in The London, Edinburgh, and Dublin Philosophical Magazine and Journal of Science, vol. 32, n. 194, 1891,  pp. 104-113, DOI:10.1080/14786449108621400.
- (EN) Hugh Longbourne Callendar, On the Law of Condensation of Steam Deduced from Measurements of Temperature Cycles on the Walls and Steam in the Cylinder of a Steam Engine, in Minutes of the Proceedings of the Institution of Civil Engineers, vol. 131, 1897,  pp. 147-206, DOI:10.1680/imotp.1898.19263.
- (EN) Hugh Longbourne Callendar, Notes on platinum thermometry, in The London, Edinburgh, and Dublin Philosophical Magazine and Journal of Science, vol. 47, n. 285, 1887,  pp. 191-222, DOI:10.1080/14786449908621251.
- (EN) Hugh Longbourne Callendar e Howard Turner Barnes, Note on the Variation of the Specific Heat of Water between 0° and 100°C, in Physical Review, vol. 10, n. 4, 1900,  pp. 202-214, DOI:10.1103/PhysRevSeriesI.10.202.
- (EN) Hugh Longbourne Callendar, VI. On the practical measurement of temperature: Experiments made at the Cavendish laboratory, Cambridge, in Philosophical Transactions of the Royal Society A, vol. 199, 312–320, 1902,  pp. 55-148, DOI:10.1098/rsta.1902.0013.
- (EN) Hugh Longbourne Callendar, Note on the boiling-point of sulphur, in Proceedings of the Royal Society A, vol. 81, n. 548, 1908,  pp. 363-366, DOI:10.1098/rspa.1908.0091.
- (EN) Callendar, Hugh Longbourne, Abridged Callendar Steam Tables: Centigrade Units, London, E. Arnold, 1915.
- (EN) Callendar, Hugh Longbourne, The Properties of Steam and Thermodynamic Theory of Turbines, London, E.Arnold, 1920.
- (EN) Callendar, Hugh Longbourne, Abridged Callendar Steam Tables: Fahrenheit Units, London, E. Arnold, 1921.